# Culicoides sarawakensis
Culicoides sarawakensis är en tvåvingeart som beskrevs av Wirth och Hubert 1959. Culicoides sarawakensis ingår i släktet Culicoides och familjen svidknott. Inga underarter finns listade i Catalogue of Life.